# اف كي مقدونيا
اف كي مقدونيا هو نادي كرة قدم في مقدونيا تأسس في 1932.

## وصلات خارجية
- الموقع الرسمي